# Плодородненська сільська територіальна громада
Плодородненська сільська територіальна громада — територіальна громада в Україні, у Мелітопольському районі Запорізької області. Адміністративний центр — село Райхенфельд.
Площа громади — 216,33 км², населення — 3464 мешканці (2020).
Утворена 25 травня 2017 року шляхом об'єднання Мар'янівської та Плодородненської сільських рад Михайлівського району.

## Населені пункти
До складу громади входять 12 сіл: Братське, Зразкове, Мар'янівка, Миколаївка, Молодіжне, Новомиколаївка, Олександрівка, Підгірне, Показне, Радісне, Райхенфельд та Солодке.